# Meseta de Bagua
La Meseta de Bagua o Meseta de Pakua (en chino: 八卦台地; también a veces conocida como Cordillera de Pakua; 八卦山脈) está ubicada en el centro-oeste de la isla de Taiwán. Se extiende por todo el Condado de Changhua y el Condado de Nantou. La meseta esta justo al frente de la llanura de Changhua en el oeste y la cuenca de Taichung en el este. Es larga y estrecha, tiene una longitud de aproximadamente 32 km y una anchura de aproximadamente 4 a 7 km. El pico más alto de la meseta es el Monte Hengshan (橫山), que tiene altura de 442,6 m.